# Mathias Hedegaard
Mathias Hedegaard (født 1978 i København) er en dansk tenorsanger. Han er uddannet fra Det Kongelige Danske Musikkonservatorium i 2004 og Operaakademiet i 2007. 

## Karriere
Han debuterede på Det Kongelige Teater i 2006 som Gastone i La traviata og har siden haft roller som Orfeus i operaen af samme navn af Monteverdi, Daniel/Verner (dobbeltrolle) i uropførelsen af operaen Edens gave af Svend Hvidtfeldt Nielsen efter Svend Åge Madsens roman af samme navn.
Hedegaard har også optrådt som solist med en lang række orkestre som DR SymfoniOrkestret og De Nederlandse Bachvereniging i værker som Bachs Juleoratorium, Mozarts Requiem og Händels Messias.

## Diskografi

### Som solist
- Serenades and Romances (DR Symfoniorkestret dirigeret af Adam Fischer)
- Sange af Weyse (akkompagneret af Marie Rørbech)
- Italian Baroque (med Copenhagen Saxophone Quartet)

### Som del af ensemble
- Idomeneo – DR UnderholdningsOrkestret